# Bernard Bouvard
Bernard Bouvard   (Valay, 18 de gener de 1924 - Gray, 21 de juliol de 2009) va ser un ciclista francès que fou professional entre 1949 i 1961. Destacà en la pista.

## Palmarès
- 1950
  - 1r al Premi Hourlier-Comès
- 1958
  -  Campió de França de mig fons
- 1959
  -  Campió de França de mig fons

Fonts: